# Барканеле
Барканеле (рум. Barcanele) — село у повіті Вилча в Румунії. Входить до складу комуни Пеушешть.
Село розташоване на відстані 170 км на північний захід від Бухареста, 19 км на захід від Римніку-Вилчі, 88 км на північ від Крайови, 131 км на південний захід від Брашова.

## Населення
За даними перепису населення 2002 року у селі проживали 342 особи, з них 341 особа (99,7%) румунів. Усі жителі села рідною мовою назвали румунську.